# Przekręt (film)
Przekręt (ang. Snatch) – amerykańsko-brytyjski film z 2000 roku, w reżyserii Guya Ritchiego. Na jego podstawie powstał serial o tym samym tytule.

## Obsada
- Brad Pitt – Mickey (Cygan)
- Jason Statham – Turek
- Stephen Graham – Tommy
- Benicio del Toro – Franky Cztery Palce
- Rade Serbedzija – Borys Brzytwa
- Dennis Farina – kuzyn Avi
- Vinnie Jones – Kulozębny Tony
- Mike Reid – Łebski Doug
- Alan Ford – Cegła (Ściana)
- Ewen Bremner – Mullet
- Jason Flemyng – Darren
- William Beck – Neil
- Jason Buckham – Gary
- Charles Cork – Kestral
- Mickey Cantwell – Liam
- Sorcha Cusack – Mama O'Neil

## Nagrody i nominacje
Nagroda Satelita 2000
- Najlepszy aktor drugoplanowy w komedii/musicalu – Brad Pitt (nominacja)

## Box office
Film zarobił łącznie 83 557 872 dolarów, w tym 8 005 163 dolarów w otwierający weekend.
| USA   | 30 328 156 USD | 36,3%          |
| Świat | 53 229 716 USD | 63,7%          |
| Razem | 83 557 872 USD | 83 557 872 USD |

| USA | 8 005 163 USD | 26,4% całości |